# Jüdischer Friedhof (Trittenheim)

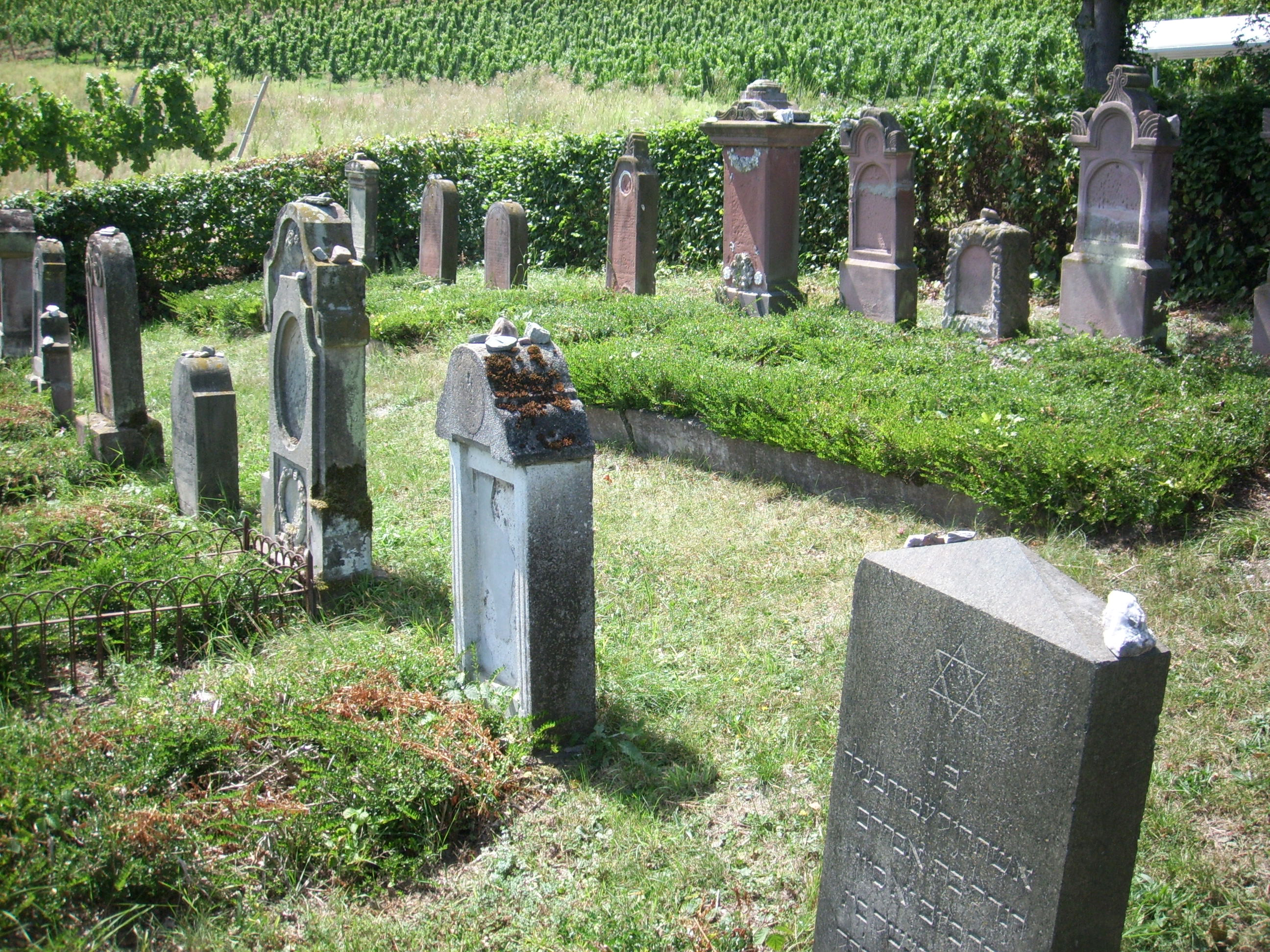
Jüdischer Friedhof in Trittenheim

Der Jüdische Friedhof Trittenheim ist eine relativ junge Begräbnisstätte der Juden von Trittenheim, einer Ortsgemeinde im Landkreis Trier-Saarburg in Rheinland-Pfalz. Er liegt inmitten von Weinbergen, etwa eineinhalb Kilometer vom Ort hinter einer hohen Buschhecke. Der jüdische Friedhof ist ein geschütztes Kulturdenkmal.

## Geschichte
Die Toten der jüdischen Gemeinde Trittenheim wurden zuvor auf umliegenden jüdischen Friedhöfen beigesetzt, vor allem auf dem jüdischen Friedhof in Leiwen und dem jüdischen Friedhof in Dhron. In den 1890er Jahren erwarb die jüdische Gemeinde Trittenheim ein Grundstück von 2,99 Ar „Im zweiten Wäldchensgraben“ zur Anlage eines eigenen Friedhofes. Der Friedhof wurde von etwa von 1898/99 bis 1939 belegt. Schändungen des Friedhofes fanden in der Zeit des Nationalsozialismus und 1992 statt. Heute sind noch 19 Grabsteine vorhanden, die nach alter Tradition nach Jerusalem ausgerichtet sind.